# Generalmajor (Pakistan)
Generalmajor (angleško Major General) je generalski vojaški čin (dvozvezdni) Pakistanske kopenske vojske, ki v sklopu Natovega standarda STANAG 2116 sodi v razred OF-7. Čin je bil neposredno prevzet po istem britanskem činu, pri čemer so zamenjali krono s polmescem z zvezdo in tudi preoblikovali zvezdo.
Nadrejen je činu brigadnega generala in podrejen činu generalporočnika. Enakovreden je činu zračnega podmaršala Pakistanskega vojnega letalstva, činu kontraadmiral Pakistanske vojne mornarice in činu/položaju generalnega inšpektorja Pakistanske obalne straže.
Oznaka čina je sestavljena iz prekrižane sablje z generalsko palico in ene zvezde Pakistana., ki je pritrjena na epoleto; v primerjavi z nižjimi čini, ki imajo na epoleti še oznako rodova oz. službe kopenske vojske ter na dnu epolete tudi prepleteno vrvico škrlatno-pakistansko zelene-škrlatne barve, ima epolete le oznako čina.